# Mazus
Mazus é um género botânico pertencente à família Phrymaceae.

## Espécies
Composto por 64 espécies:
Mazus alpinus Mazus angusticalyx Mazus arenarius
Mazus bicolor Mazus bodinieri Mazus caducifer
Mazus cavaleriei Mazus celsioides Mazus crassifolius
Mazus delavayi Mazus dentatus Mazus divaricatus
Mazus elongatus Mazus englerianus Mazus fargesii
Mazus fauriei Mazus fukienensis Mazus goodenifolius
Mazus gracilis Mazus harmandi Mazus henryi
Mazus humilis Mazus japonicus Mazus kweichowensis
Mazus lamifolius Mazus laevifolius Mazus lecomtei
Mazus longipes Mazus macranthus Mazus macrocalyx
Mazus mccannii Mazus miquelii Mazus neriifolius
Mazus novaezeelandiae Mazus oliganthus Mazus omeiensis
Mazus pinnatus Mazus procumbens Mazus pulchellus
Mazus pumilio Mazus pumilus Mazus quadriprotuberans
Mazus radicans Mazus reptans Mazus rockii
Mazus rotundifolius Mazus rotundus Mazus rugosus
Mazus saltuarius Mazus simadai Mazus solanifolius
Mazus spicatus Mazus stachydifolius Mazus stolonifer
Mazus surculosus Mazus taihokuensis Mazus tainanensis
Mazus vandellioides Mazus villosus Mazus wangii
Mazus wanmuliensis Mazus wilsoni Mazus xiuningensis
Mazus Hybriden